# Nagykőrös
Nagykőrös – miasto na Węgrzech, w komitacie Pest. W 2009 liczyło 29 000 mieszkańców.
W mieście rozwinął się przemysł mięsny, owocowo-warzywny, meblarski oraz skórzany.

## Miasta partnerskie
- Espelkamp, Niemcy
- Salonta, Rumunia
- Haaksbergen, Holandia
- Castrocaro Terme e Terra del Sole, Włochy
- Le Muy, Francja
- Thun, Szwajcaria